# 橙點太陽魚
橙點太陽魚，太陽魚屬的一個種。

## 分布
本魚分布於美國北達科他州至德克薩斯州間的溪流及湖泊中。

## 特徵
本魚體型比同屬的其他魚種修長，呈棕色並帶淺藍色，雄魚體上散佈著橘紅色斑點，雌魚身上的斑點為深褐色。鰓蓋和側腹有藍色光彩；雄魚胸部和腹部為黃色。「耳蓋」為黑色，有白色邊。體長可達15公分。

## 生態
本魚棲息於緩動性溪流的靜止池水、湖泊與池塘。常在植物的附近出現，屬肉食性，以水生昆蟲與小型甲殼類動物為食。

## 經濟利用
可做為觀賞魚。